# Werner Korff
Frank Werner Korff (* 18. Dezember 1911 in Tempelhof; † 11. Februar 1999 in Boca Raton, Florida) war ein deutscher Eishockeyspieler.

## Karriere
Werner Korff nahm mit Deutschland an den Olympischen Winterspielen 1932 in Lake Placid teil, bei denen er mit seiner Mannschaft die Bronzemedaille gewann. Er selbst kam im Turnierverlauf in allen sechs Spielen zum Einsatz, bei denen er ein Tor vorbereitete. Bei der Weltmeisterschaft 1934 gewann er mit der Nationalmannschaft die Bronzemedaille. Als bestes europäisches Team wurde Deutschland zudem Europameister.
Auf Vereinsebene spielte der Angreifer für den Berliner Schlittschuhclub.

## Erfolge und Auszeichnungen
- 1932 Bronzemedaille bei den Olympischen Winterspielen
- Deutscher Meister mit dem Berliner SC 1930, 1931, 1932, 1933, 1936, 1937
- 1934 Bronzemedaille bei der Weltmeisterschaft
- 1988 Aufnahme in die Hockey Hall of Fame Deutschland